# Almat Kebispayev
Almat Kabdrashevich Kebispayev (Uržar, 12 dicembre 1987) è un lottatore kazako, specializzato nella lotta greco-romana. Rappresentò il Kazakistan ai Giochi olimpici estivi di Londra 2012, dove concluse al quinto posto, e Rio de Janeiro 2016, in cui si concluse settimo.

## Palmarès
- Mondiali

Mosca 2010: bronzo nei 60 kg.
Istanbul 2011: argento nei 60 kg.
Las Vegas 2015: bronzo nei 59 kg.
Nur-Sultan 2019: bronzo nei 63 kg.
Oslo 2021: bronzo nei 67 kg.
- Giochi asiatici

Incheon 2014: bronzo nei 59 kg.
Giacarta 2018: argento nei 67 kg.
- Campionati asiatici

Pattaya 2009: argento nei 60 kg.
Tashkent 2011: oro nei 60 kg.
Nuova Delhi 2017: argento nei 66 kg.
Bişkek 2018: oro nei 67 kg.
Almaty 2021: argento nei 67 kg.
- Universiadi

Kazan' 2013: bronzo nei 60 kg.